# دولیشته (استان وارنا)
دولیشته (به بلغاری: Dolishte) یک منطقهٔ مسکونی در بلغارستان است که در شهرستان اکساکاوو واقع شده‌است.
 دولیشته  ۴۰۴ نفر جمعیت دارد.